# جيمي فنتون
جيمي فنتون (بالإنجليزية: Jamie Fenton)‏ هي مهندسة أمريكية، ولدت في القرن العشرين.